# Luis Felipe Puelma
Luis Felipe Puelma fue un empresario y político chileno, siendo el 2.º y 4.º alcalde de Antofagasta, en la segunda como miembro del Club Reformista que daba el inicio a la política local; además fue Diputado y senador de la República de Chile.
Fue elegido diputado suplente por Valparaíso, período 1888-1891; no se incorporó, hasta el 14 de junio de 1888. Miembro de consejo directorio de Compañía de Salitres y Ferrocarril de Antofagasta.Fue en 1875 se cofundador de la primera Junta de Beneficencia, compuesta por distinguidos caballeros de la localidad, la que con el más laudable empeño se dedicó a velar por el mejor servicio del Hospital y porque no escasearan los recursos para su subsistencia. En 1878 fue director del primer cuerpo de Bomberos de Antofagasta, junto a Luis Lichtenstein.
- Datos: Q5983377